# Symphoromyia algens
Symphoromyia algens är en tvåvingeart som beskrevs av Emery Clarence Leonard 1931. Symphoromyia algens ingår i släktet Symphoromyia och familjen snäppflugor.
Artens utbredningsområde är Québec. Inga underarter finns listade i Catalogue of Life.